# Neotrygon picta
Neotrygon picta är en rockeart som beskrevs av Last och White 2008. Neotrygon picta ingår i släktet Neotrygon och familjen spjutrockor. IUCN kategoriserar arten globalt som livskraftig. Inga underarter finns listade i Catalogue of Life.